# Myrmoxenus gordiagini
Myrmoxenus gordiagini é uma espécie de insecto da família Formicidae.
Pode ser encontrada nos seguintes países: Croácia e Rússia.
Os seus habitats naturais são: florestas temperadas.